# The Riddler’s Revenge
The Riddler’s Revenge (etwa Die Rache des Riddlers) in Six Flags Magic Mountain (Valencia, Kalifornien, USA) ist eine Stahlachterbahn vom Modell Stand-Up Coaster des Herstellers Bolliger & Mabillard, die am 4. April 1998 eröffnet wurde.
Er ist zurzeit (Stand: Oktober 2023) der höchste, längste und schnellste Stand-Up-Coaster der Welt und der Stand-Up-Coaster mit den meisten Inversionen.
Die in der Station gespielte Musik ist Sashs Ecuador – Bruce Wayne Edit.

## Fahrt
Auf der 1332 m langen Strecke durchfahren die Fahrgäste nach dem 47,5 m hohen Lifthill und der 44,5 m hohen Abfahrt gleich die erste Inversion. Diese ist ein 37,8 m hoher Looping, durch dessen Mittelpunkt die Schiene des Lifthills führt. Danach folgen gleich zwei Dive-Loops, einen Inclined Loop sowie zwei Korkenzieher, bevor der Zug die Schlussbremse erreicht.

## Züge
The Riddler’s Revenge besitzt drei Züge mit jeweils acht Wagen. In jedem Wagen können vier Personen (eine Reihe) Platz nehmen. Die Fahrgäste müssen mindestens 1,37 m (54 Zoll) groß sein, um mitfahren zu dürfen. Als Rückhaltesystem kommen Schulterbügel zum Einsatz.